# Simmeringer Wagen der Straßenbahn Timișoara

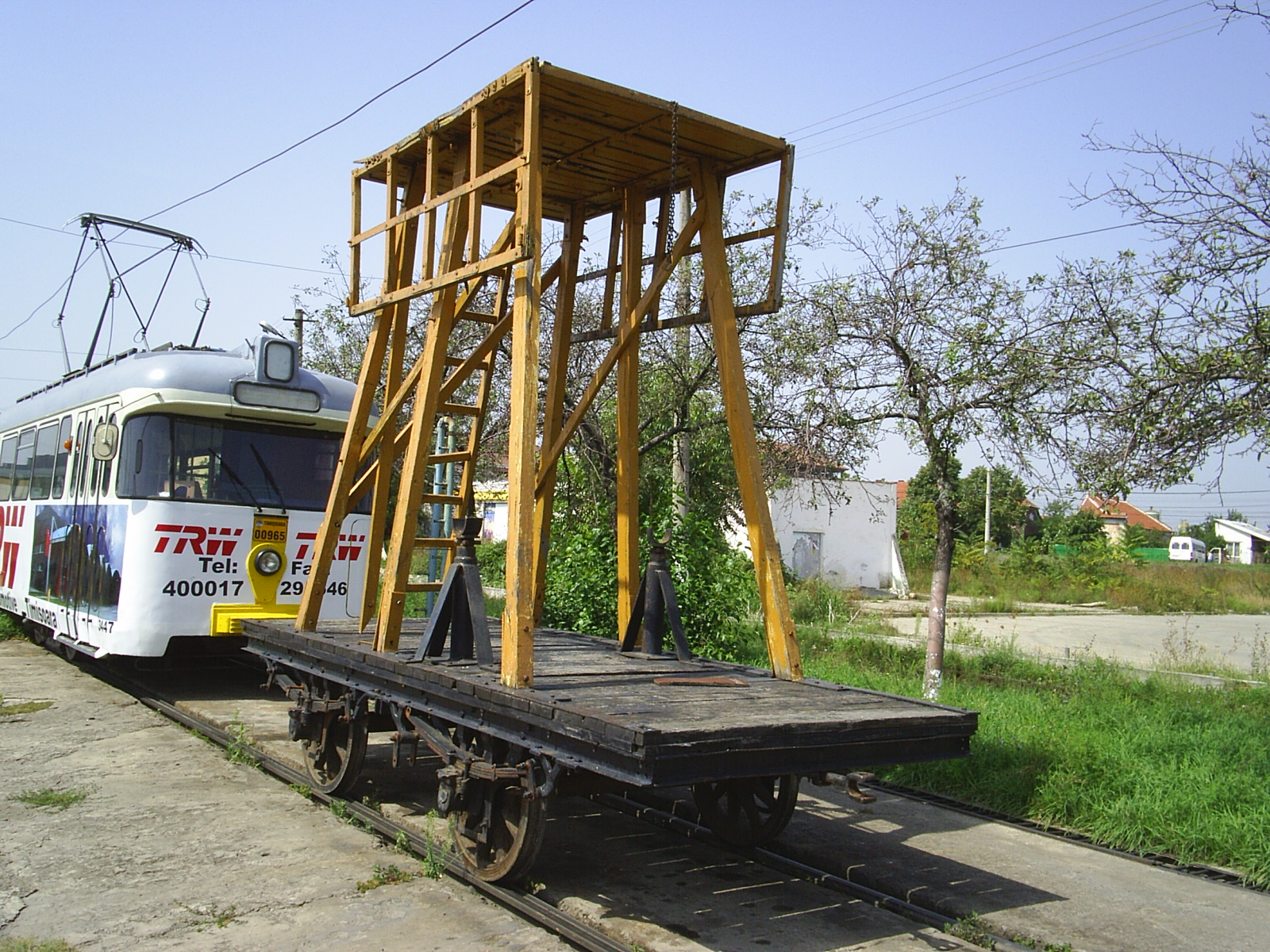
Der Turmwagen der elektrischen Straßenbahn entstand 1899 aus einem der sieben Pferdebahn-Güterwagen von 1872

Die Simmeringer Wagen der Straßenbahn Timișoara waren eine Serie ungarischer Pferdebahnwagen. Die zusammen sieben Güterwagen, die keine Betriebsnummern besaßen, beschaffte die damals Temesvári Közúti Vaspálya Társaság (TKVT) genannte Verkehrsgesellschaft anlässlich der im Mai 1872 erfolgten Aufnahme des Güterverkehrs auf dem Timișoaraer Straßenbahnnetz. Anders als bei den drei Jahre zuvor beschafften Personenwagen bekam diesmal jedoch die Maschinen- und Waggonbau-Fabriks-AG Simmering den Zuschlag.
Es handelte sich um kleine offene Flachwagen, die 920 Forint je Stück kosteten. Sie dienten dem Transport der Bierfässer aus der örtlichen Bierfabrik im Stadtteil Fabric, der damals noch keinen Bahnanschluss besaß, zum Gara Timișoara Nord im Stadtteil Iosefin am anderen Ende der Stadt. Mit der 1899 erfolgten Elektrifizierung der Pferdebahn endete dieser Verkehr.
Ein Simmeringer Wagen diente fortan als Turmwagen für die Oberleitungs-Instandsetzung und kam als solcher fallweise auch in den 2000er Jahren noch zum Einsatz. Zwei weitere verwendete die Straßenbahngesellschaft noch bis mindestens 1969 als Transportwagen für interne Zwecke. Einer von ihnen existierte auch 1995 noch abgestellt im Freigelände des Depots am Bulevardul Take Ionescu, wurde aber mittlerweile verschrottet.